# William Buckley (aventurier)
Pour les articles homonymes, voir William Buckley et Buckley (homonymie).
William Buckley, né à Marton dans le Cheshire en 1780 et mort à Greenpond (aujourd'hui Kempton) le 30 janvier 1856, est un aventurier britannique.

## Biographie
Entré dans l'armée, il sert aux Pays-Bas (1799) mais, en 1802, est découvert avec des vêtements volés. Il est alors condamné à 14 ans de bagne et transporté en Nouvelle-Galles du Sud.
Arrivé en Australie à Port Phillip en octobre 1803, il s'évade dès le 27 décembre avec d'autres détenus. Alors que ses compagnons tentent de rejoindre Sydney, il reste pour sa part dans la baie de Melbourne. Il se lie alors avec les aborigènes. Selon ses dires, il rencontre des femmes indigènes qui le prennent pour la réincarnation d'un mort. Il est alors nommé par elles Murrangurk, ce qui signifie revenu de la mort.
Il vit ainsi trente-deux ans avec les Aborigènes sur la péninsule de Bellarine, à l'ouest de la baie Phillip.
Lors d'une visite des indigènes aux Anglais, il est reconnu en juillet 1835 et gracié par les autorités. Il devient ensuite interprète en permettant les communications entre Aborigènes et Britanniques (1836), et il participe à plusieurs expéditions.
Il émigre plus tard en Tasmanie et meurt dans un accident à Greenpond, près de Hobart, en 1856.

## Filmographie
- L'Histoire extraordinaire de William Buckley (The Extraordinary Tale Of William Buckley) docu-fiction télévisuelle de Malcolm McDonald, December Films, 2009 (première diffusion en avril 2010 sur ABC1), 53 min. - avec Jean-Marc Russ (William Buckley), Chris Haywood (John Morgan), Sifora Durrurrnga, Angus Pilakui, Jamie Guipilil, Alana O'Ryan, Francis Daingangan, Sylvia Gurralpa, Mark Malabirr, Graham Gunurilee, Billy Black, Margie Hayes, Sandra Wunungmurra, Bobby Bunugurr, Michael Cathcart.